# 袁貽瑾
袁貽瑾（英語：I-Chin Yuan，1899年10月30日—2003年3月22日），字懷如，湖北省咸寧縣馬橋鎮嚴洲村人，是中國公共衛生學的創始人之一。

## 生平
- 1927年畢業於北京協和醫學院[2]，後赴美國留學。
- 1929年獲約翰霍普金斯大學公共衛生學碩士學位，1931年獲得科學博士學位[3]。
- 1937年至1942年回國擔任北京協和醫學院公共衛生學系教授及系主任，
- 1946年至1948年擔任中華民國國民政府衛生署流行病學研究所所長，1948年擔任衛生系主任
- 1946年後，任國民政府行政院衛生部政務次長 
  - 當年與沈克非、施思明三位醫師代表中國在WHO組織法文件上簽字
- 1948年，當選為中央研究院第一屆院士。
- 1949年1月13日,國民政府行政院衛生部政務次長袁貽瑾、常務次長嚴慎予均辭職
- 1949年至1952年擔任世界衛生組織結核病資源辦公室部門主任
- 1953年至1959年擔任世界衛生組織派駐聯合國兒童基金會醫學主任、協同首席醫學顧問
- 1960年至1963年擔任台灣大學公共衛生學訪問教授、台灣大學醫學院客座教授
- 1962年9月，赴利比亞考察[4]
- 1963年至1964年擔任夏威夷大學「E-W中心」訪問學者[2]
- 1964年至1968年擔任中央研究院總幹事 [5]。

他在公共衛生學方面曾發生許多論文與著作，包括生物統計學、流行病學、人口統計學、結核病學、營養學、家庭計劃等議題。1948年獲選為中央研究院院士。